# Utenriksdepartementet

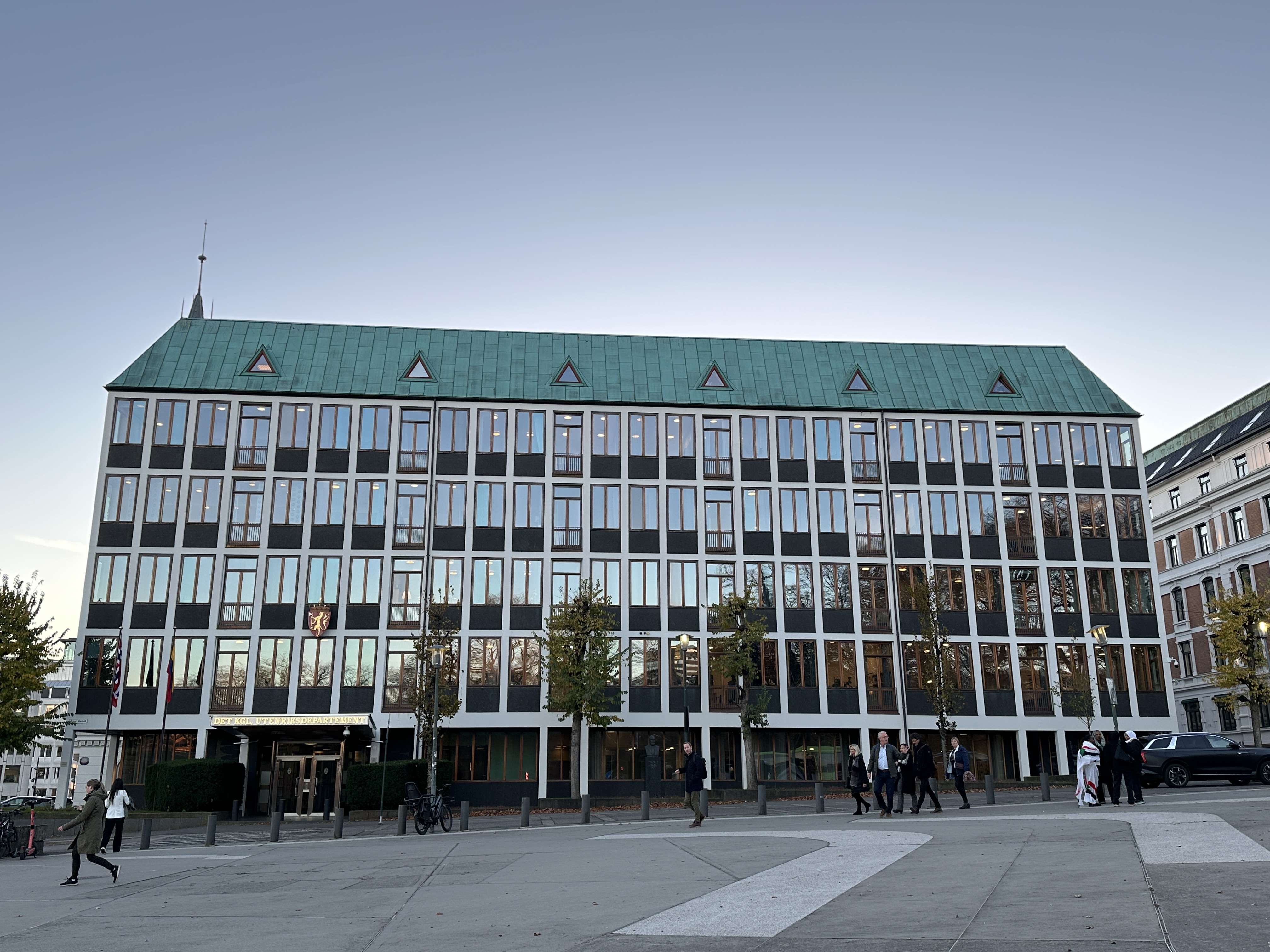
Sitz des Ministeriums

Das Utenriksdepartementet (kurz UD, deutsch Ministerium für Auswärtige Angelegenheiten) ist das norwegische Außenministerium. Es ist zuständig für die Beziehung Norwegens zu anderen Ländern und zu internationalen Organisationen sowie für den Außenhandel und die Entwicklungshilfe zuständig. Seit Oktober 2023 ist Espen Barth Eide von der Arbeiderpartiet (Ap) der Außenminister und Anne Beathe Tvinnereim von der Senterpartiet die Entwicklungsministerin Norwegens.

## Geschichte
Das Außenministerium wurde am 7. Juni 1905 gegründet, als die Union Norwegens mit Schweden aufgelöst wurde. Während des Zweiten Weltkriegs wurde das Utenriksdepartementet nach London verlegt und kehrte am 1. Juli 1945 wieder nach Norwegen zurück. Im Jahr 1988 wurde das Handels- und Schifffahrtsministerium in das Außenministerium eingegliedert und 1990 folgte das Entwicklungshilfeministerium (Departementet for utviklingshjelp). Damit sollte die Außen-, Handels- und Entwicklungspolitik besser miteinander in einem gemeinsamen Ministerium koordiniert werden können. In der Zeit von 1988 bis 1996 gab es im Außenministerium einen Ministerposten für Handelspolitik.
Im Jahr 1997 wurde das Wirtschafts- und Energieministerium (Nærings- og energidepartementet) zum Nærings- og handelsdepartementet umfunktioniert, also in ein Ministerium für Wirtschaft und Handel. Dabei wurde die Handelsabteilung des Utenriksdepartementets wieder ausgegliedert. Das Außenministerium behielt allerdings weiterhin die übergeordnete Verantwortung über handelspolitische Themen.

## Organisation
Das Außenministerium ist das personell größte Ministerium Norwegens. Es ist in mehrere Abteilungen unterteilt: Das Sekretariat für den Außenminister, das Sekretariat für den Entwicklungsminister, die zentrale Kontrolleinheit, die Pressestelle, die Abteilung für Europa und Handel, die Abteilung für Sicherheitspolitik und die nordischen Länder, die Regionenabteilung mit der Zuständigkeit für die bilateralen Beziehungen zu Ländern in Afrika, Asien, Lateinamerika und dem Mittleren Osten, die multilaterale Abteilung, die Entwicklungsabteilung, die Rechtsabteilung, die Kulturabteilung, die Ressourcenabteilung und die Serviceabteilung.
Dem Außenministerium unterliegt die Verantwortung über die beiden Behörden für Entwicklungszusammenarbeit NORAD und Norec.

## Minister
Im norwegischen Außenministerium gibt es derzeit zwei Ministerposten, einen für auswärtige Angelegenheiten (Minister für auswärtige Angelegenheiten) und einen für Entwicklungspolitik (Minister für internationale Entwicklung). Espen Barth Eide ist seit Oktober 2023 Außenminister, Åsmund Aukrust seit Februar 2025 Entwicklungsminister.